# Nestor kéa
Nestor notabilis
Pour les articles homonymes, voir Kéa.
Espèce
Statut de conservation UICN

 EN IUCN3.1 : En danger
Statut CITES
Le nestor kéa ou plus simplement  kéa (Nestor notabilis) est une espèce de perroquets montagnards, endémique de l'île du Sud (Nouvelle-Zélande). Son nom commun tire son origine de son puissant cri : « keee-aa ».

## Description
Le nestor kéa est un grand perroquet d'environ 48,2 cm pesant de 0,8 à 1 kg et possédant une envergure d'environ 90 cm. Le plumage est de teinte générale olivâtre, les côtés étant plus foncés. Le dessous des ailes, axillaires et couvertures et la partie inférieure de la queue sont orangeâtres à rougeâtres ainsi que les plumes du dos et du croupion. Les rémiges sont infiltrées de bleu-turquoise sur la face supérieure, et rayées de jaune sur le dessous.
Le bec est gris avec une partie supérieure longue, étroite et courbe. Il dispose d'une queue courte, large, bleu-vert avec une pointe noire et des pattes grises. Le mâle est environ 5 % plus grand que la femelle et la partie supérieure du bec du mâle est de 12 à 14 % plus longue que celle de la femelle. Les juvéniles ressemblent aux adultes en général mais ils ont le contour des yeux et la cire jaunes, le dessus du bec est orange-jaune et leurs pattes sont gris-jaune.

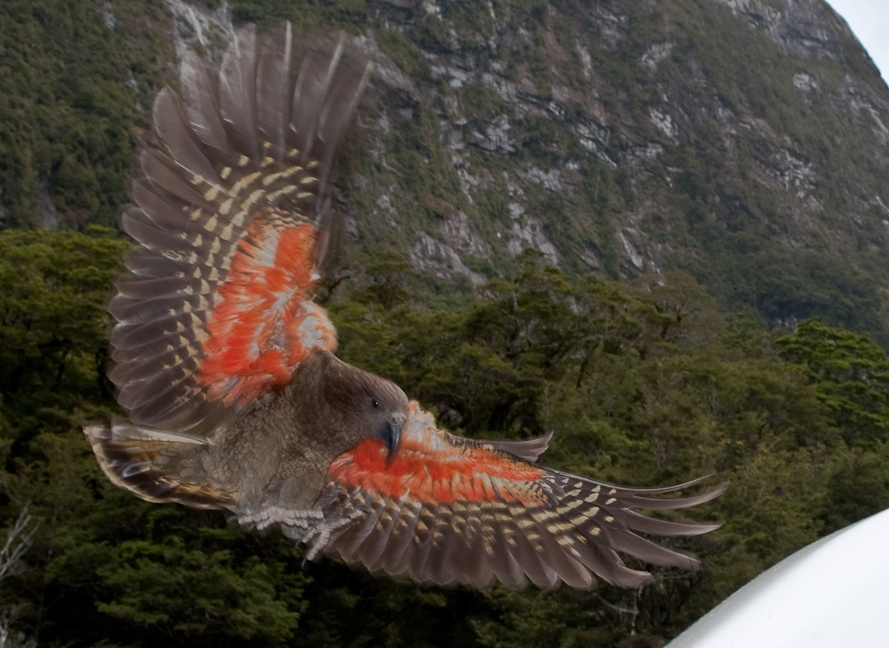
Les plumes rougeâtres du dessous des ailes peuvent être vues en vol.
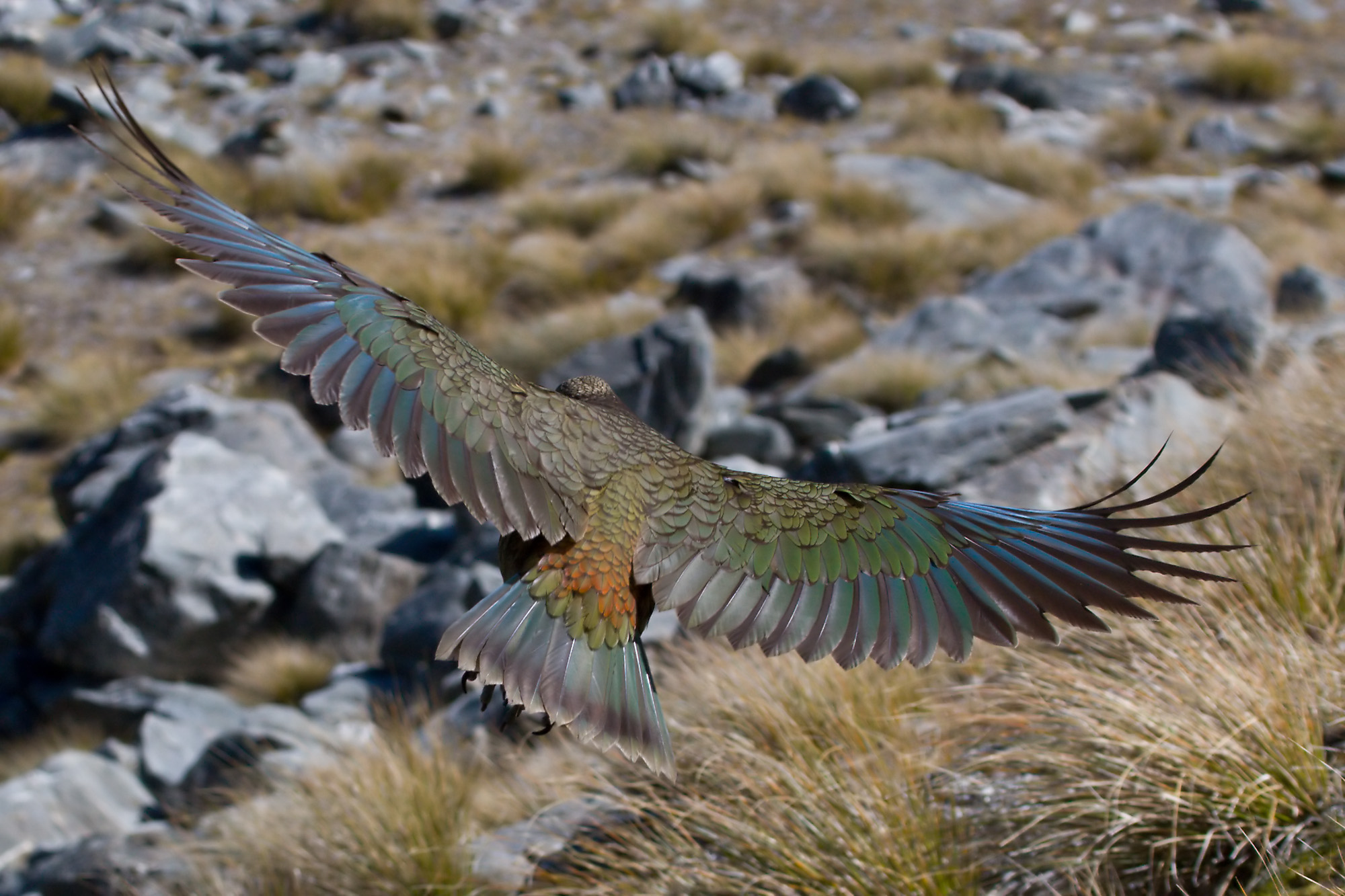
En vol et vu du haut, le plumage est de couleur dominante olivâtre.
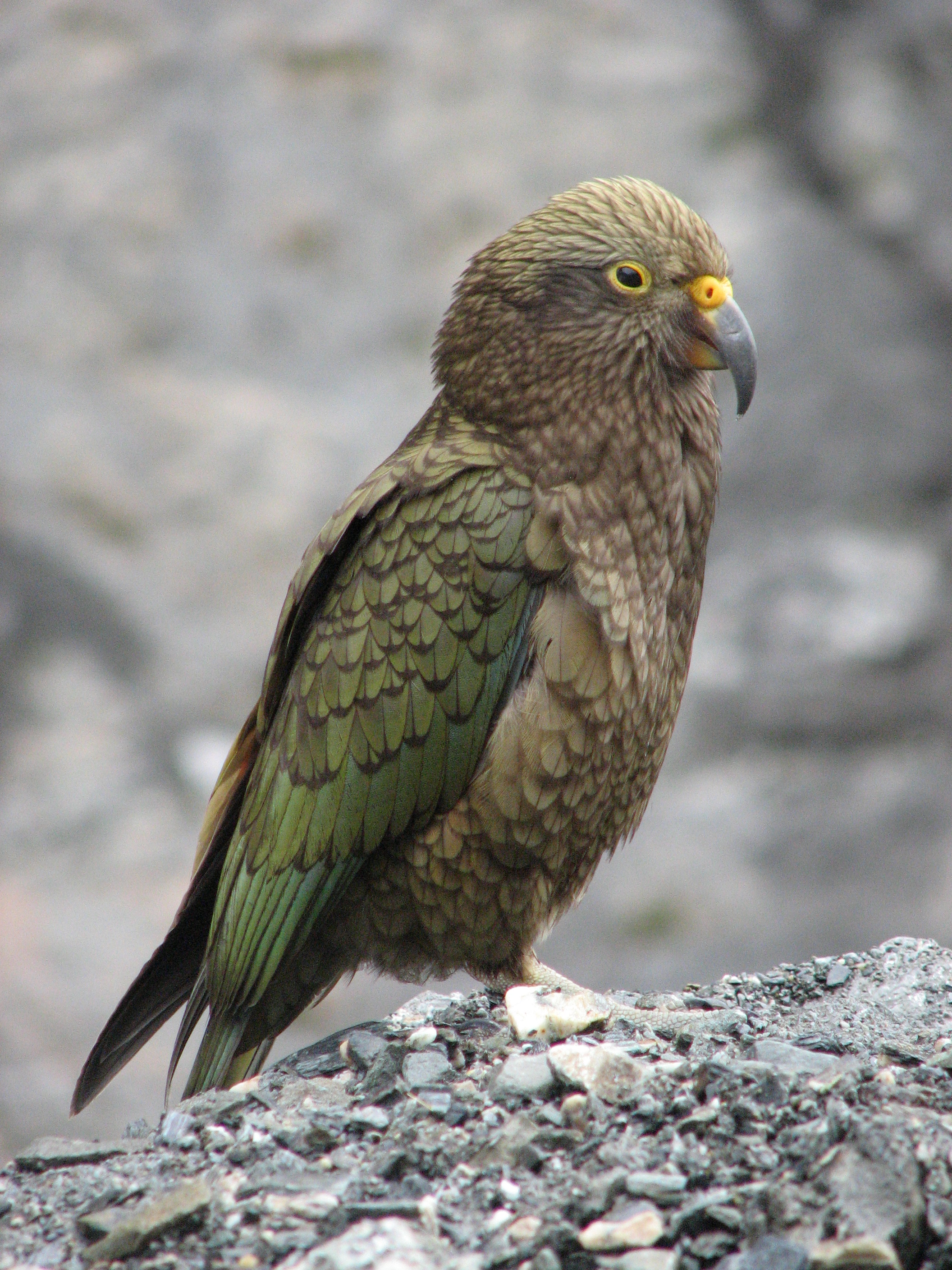
Les juvéniles ont le contour des yeux et la cire jaunes, le dessus du bec est orange-jaune et les pattes sont gris-jaune.

## Habitat
Le nestor kéa est l'une des dix espèces de perroquets endémiques de Nouvelle-Zélande et le seul perroquet de montagne du monde. On le retrouve depuis les vallées et les forêts côtières de la côte ouest de l'île du Sud jusqu'aux forêts d'altitude et les prairies des Alpes du Sud, sur des terrains habituellement difficiles et exposés à un climat rigoureux comme au Arthur's Pass, au parc national Aoraki/Mount Cook et au parc de Fiordland. Sa répartition est étroitement associée aux forêts de Nothofagus sur les crêtes de la zone alpine. En dehors d'individus égarés occasionnels, le nestor kéa ne se rencontre pas sur l'île du Nord, bien que des éléments fossiles suggèrent qu'une population y vivait il y a plus de 10 000 ans.
Le nombre de nestors kéa est mal connu en raison de sa faible densité et de la difficulté d'accès à son habitat,. Les estimations dépendent donc fortement des hypothèses retenues. On craint que sa population soit faible et que l'espèce soit menacée. La population était estimée à entre 1 000 et 5 000 individus en 1986 ce qui contraste avec une autre estimation de 15 000 oiseaux en 1992.
Le kéa est le seul perroquet au monde à apprécier vivre dans le froid et la neige.

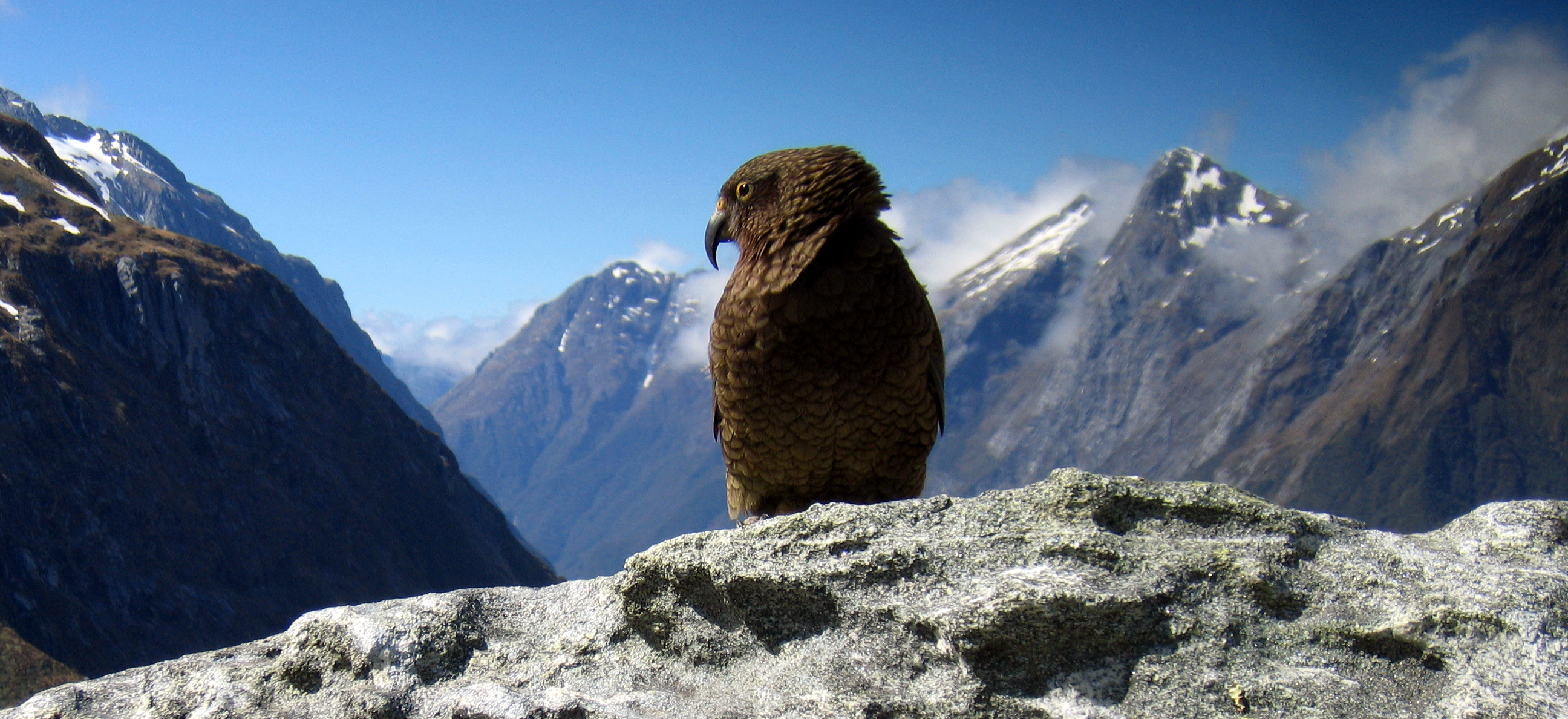
Subadulte dans son habitat alpin.
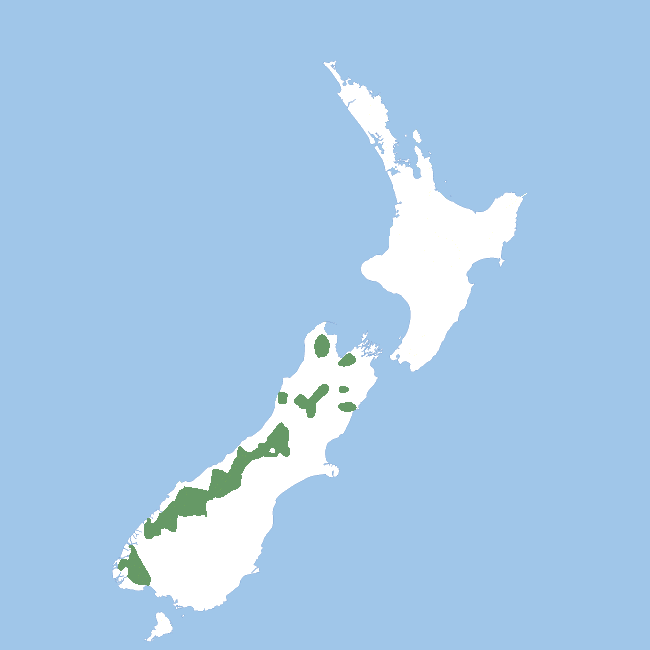
Aire de répartition sur l'île du Sud en vert.

## Régime alimentaire
En été, le kéa se nourrit principalement de graines, feuilles, bourgeons, fruits, fleurs, d'insectes (acridiens et coléoptères) et de vers. Il apprécie tout particulièrement les fleurs de lin de Nouvelle-Zélande, riches en nectar. Il lèche le nectar grâce au « peigne » spécial que porte sa langue. En automne, il mange les pousses et les feuilles dans les forêts de hêtres austraux. En hiver, il ne dédaigne pas les charognes, en particulier celles des moutons mérinos. C'est le seul perroquet carnivore connu.
Le nestor kéa a été observé se nourrissant des plantes suivantes :
| Fruits:   | Astelia nervosa         | Les feuilles et les bourgeons : | Euphrasia zelandica            |
|           | Coprosma pseudopunctata |                                 | Gentianella bellidifolia       |
|           | Coprosma pumila         |                                 | Gentianella spenceri           |
|           | Coprosma serrulata      |                                 | Gnaphalium traversii           |
|           | Cyathodes colensoi      |                                 | Hebe pauciramosa               |
|           | Cyathodes fraseri       |                                 | Hebe vernicosa                 |
|           | Gaultheria depressa     |                                 | Lagenophora petiolata          |
|           | Muehlenbeckia axillaris |                                 | Nothofagus solandri var. cliff |
|           | Pentachondra pumila     |                                 |                                |
|           | Podocarpus nivalis      |                                 |                                |
| Graines : | Aciphylla colensoi      | Fleurs :                        | Celimisia coriacea             |
|           | Aciphylla ferox         |                                 | Celimisia discolor var. ampla  |
|           | Aciphylla monroi        |                                 | Celmisia spectabilis var. ang  |
|           | Astelia nervosa         |                                 | Cotula pyrethrifolia           |
|           | Hebe ciliolata          |                                 | Gentianella bellidifolia       |
|           | Pimelea oreophila       |                                 | Gentianella patula             |
|           | Pittosporum anomalum    |                                 | Gentianella spenceri           |
|           | Plantago raoulia        |                                 | Haastia pulvinaris             |
|           |                         |                                 | Luzula campestris              |
| Racines : | Anisotome pilifera      | Plante entière :                | Anisotome aromatica var. arom  |
|           | Celmisia coriacea       |                                 | Ourisia sessilifolia           |
|           | Gingidium montanum      |                                 | Ourisia caespitosa             |
|           | Notothlaspi australe    |                                 | Ourisia macrophylla            |
|           |                         |                                 | Ranunculus insignis            |

## Comportement
Nestor notabilis est une espèce de perroquets grégaires et polygames. Les Kéas se rassemblent pour former des groupes de 30 à 40 individus. Les mâles se constituent un harem. Les femelles nichent au sol dans des crevasses ou sous les branches.

## Éthologie
La tendance qu'a le kéa à explorer et à manipuler les objets qu'il trouve lui donne une mauvaise réputation auprès des habitants qui le côtoient régulièrement mais en fait une attraction auprès des touristes. Ce comportement l'a fait surnommer « le clown des montagnes ». Il examinera minutieusement les sacs à dos, des chaussures ou même les voitures, allant parfois jusqu'à endommager les véhicules, et peut parfois s'envoler avec de petits objets. Une étude, publiée en mars 2020, dans la revue Nature communication tend à prouver que ces oiseaux ont une certaine compréhension des probabilités et adaptent leurs actions pour trouver de la nourriture,.
On rencontre couramment les kéas sauvages dans les stations de ski de l'Île du Sud. Les kéas sont attirés par la perspective de pouvoir récupérer des restes de nourriture. Leur curiosité les amène à attraper à coups de bec et à emporter les objets vestimentaires non protégés ou à essayer de détacher les parties en caoutchouc des voitures, ce qui divertit ou agace les humains qui les observent. Ils sont souvent décrits comme « effrontés ». On dit qu'un kéa aurait même fui au loin avec le passeport d'un Écossais qui visitait le parc national de Fiordland.
Certaines personnes pensent que le régime alimentaire déséquilibré résultant de l'alimentation fournie par des humains aux kéas a un effet néfaste sur la santé des oiseaux. Le ministère de la Conservation suggère également que les gains de temps résultant d'une alimentation plus riche en calories donneraient aux kéas plus de temps libre pour explorer et ainsi occasionner des dégâts aux biens laissés sans surveillance dans les campings et les parcs de stationnement.
La confiance naturelle manifestée par le comportement de ces oiseaux envers l'humain a également été indiquée comme un facteur contribuant à un certain nombre d'incidents fatals sur des sites touristiques populaires où des kéas ont été délibérément tués,.

## Reproduction
La période de reproduction s'étend de juillet à janvier. Le nid est construit parmi les rochers et la couvée comprend entre deux et six œufs blancs. Lors de l'incubation, qui dure jusqu'à quatre semaines (21 à 30 jours), le mâle alimente sa femelle. En quatre mois, les poussins peuvent atteindre leur masse adulte. Les jeunes quittent leurs parents à leur maturité sexuelle. Il faut environ 14 semaines avant l'envol des jeunes.

## Systématique et taxinomie
Le kéa a été décrit par l'ornithologue John Gould en 1856. Son épithète spécifique est le terme latin notabilis qui signifie « remarquable ». Son nom vernaculaire est d'origine maori et représente probablement le cri de l'oiseau.
Le genre Nestor comprend quatre espèces : le nestor superbe (Nestor meridionalis), le nestor kéa (N. notabilis), le nestor de Norfolk (N. productus) éteint depuis 1851, et le nestor des Chatham (N. sp.) disparu vers 1550. Tous les quatre semblent provenir d'un « proto-nestor » qui vivait dans les forêts de la Nouvelle-Zélande il y a cinq millions d'années,. Leur plus proche parent est le kakapo (Strigops habroptila),,,. Ensemble, ils forment la famille des perroquets Strigopidae, un ancien groupe qui s'est séparé de toutes les autres Psittacidae avant leur expansion territoriale,,,.

## Menaces et protection
En raison de leur comportement curieux et de leur réputation de carnivores, ils ont été persécutés et on estime que plus de 150 000 oiseaux ont été exterminés au cours des 130 dernières années. Depuis 1970, l'espèce est protégée. En 1986, les éleveurs de montagne ont été persuadés de renoncer à tuer les kéas en échange d'une compensation financière accordée par les organismes gouvernementaux. Ils sont parfois victimes de la pollution notamment par ingestion de plomb.

## Dans la culture populaire
- Un rappeur Lyonnais s'est nommé Nestor Kéa. Il est notamment connu pour ses collaborations avec Lucio Bukowski.

## Galerie

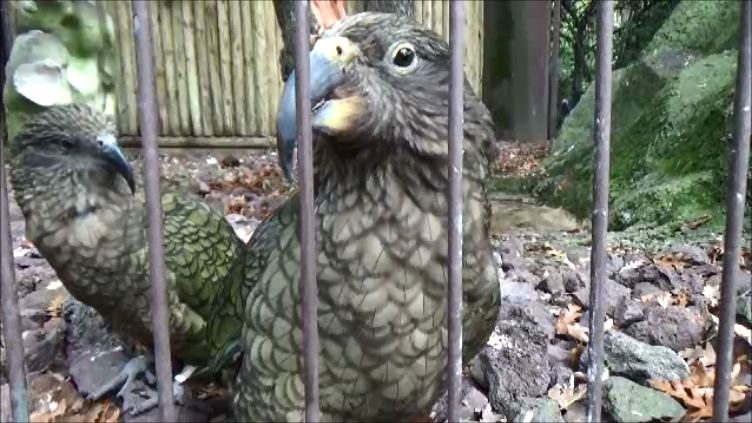
(en pleine partie de jeu avec la caméra) - couple femelle arrière-plan Ménagerie du jardin des plantes - Paris/France
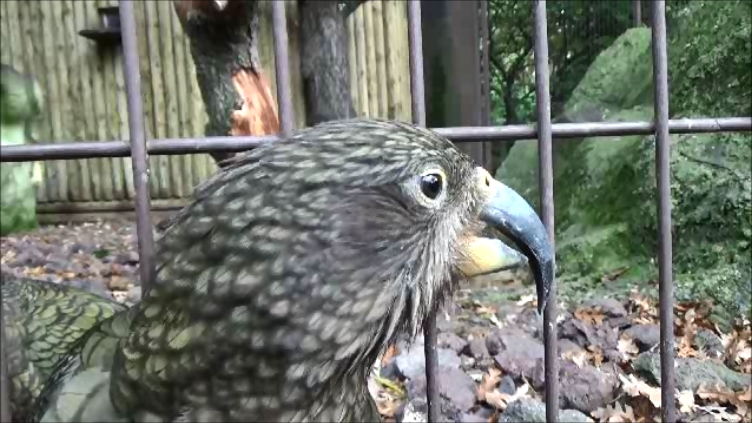
(en pleine partie de jeu avec la caméra) - Ménagerie du jardin des plantes Paris/France
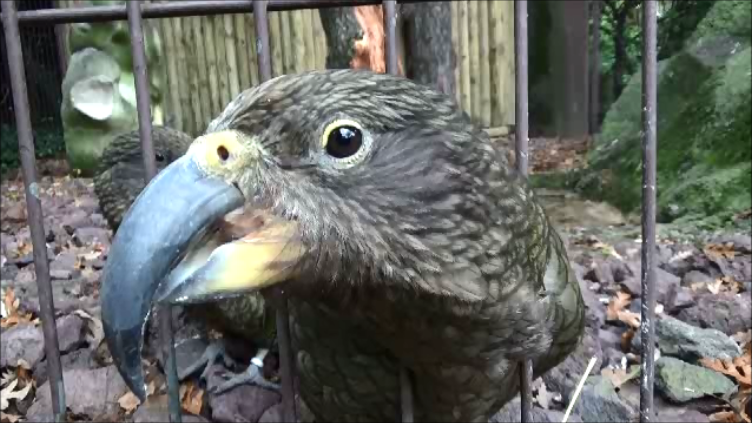
(en pleine partie de jeu avec la caméra) - Ménagerie du jardin des plantes Paris/France
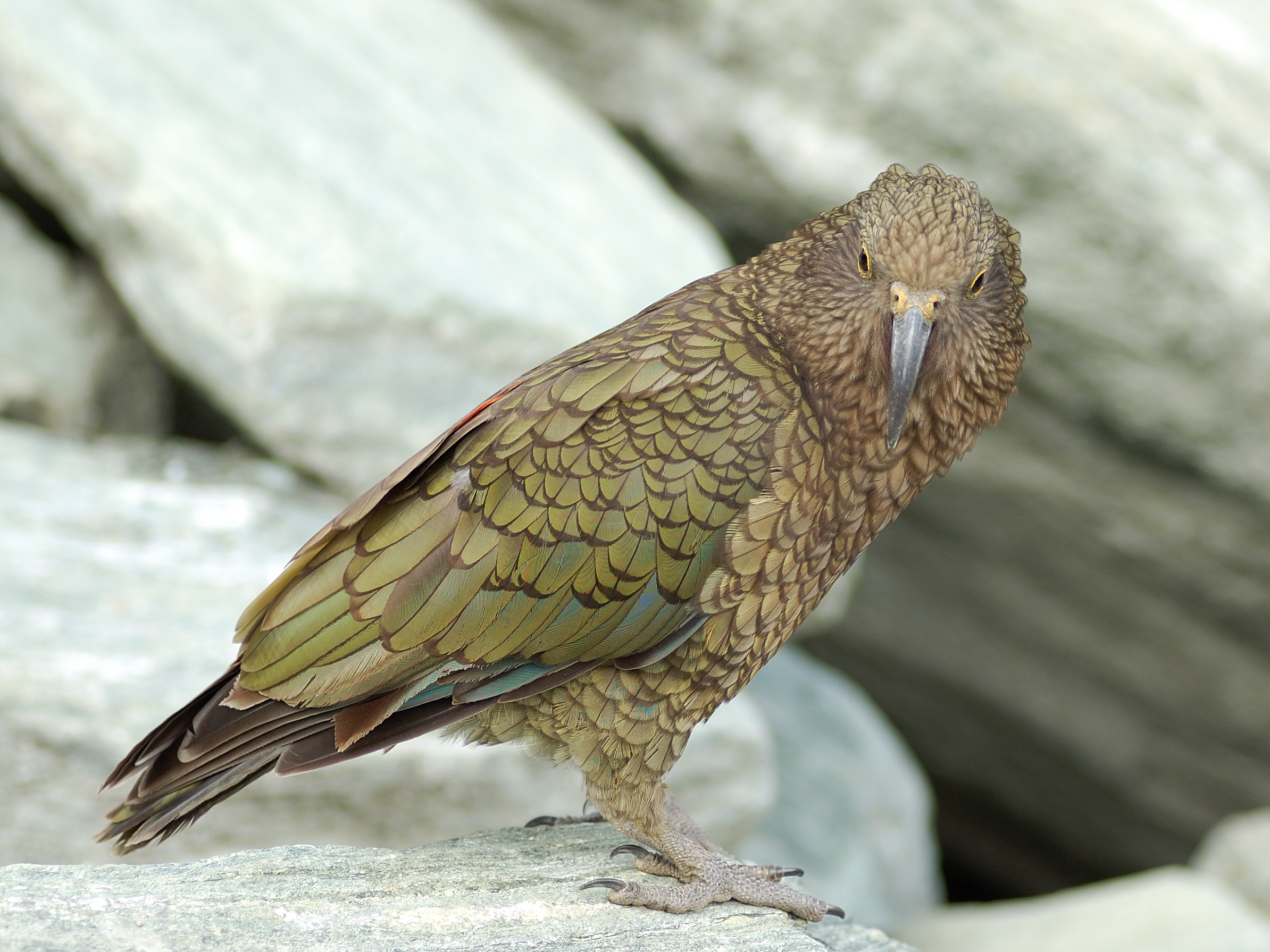
National Parc, Nouvelle-Zélande
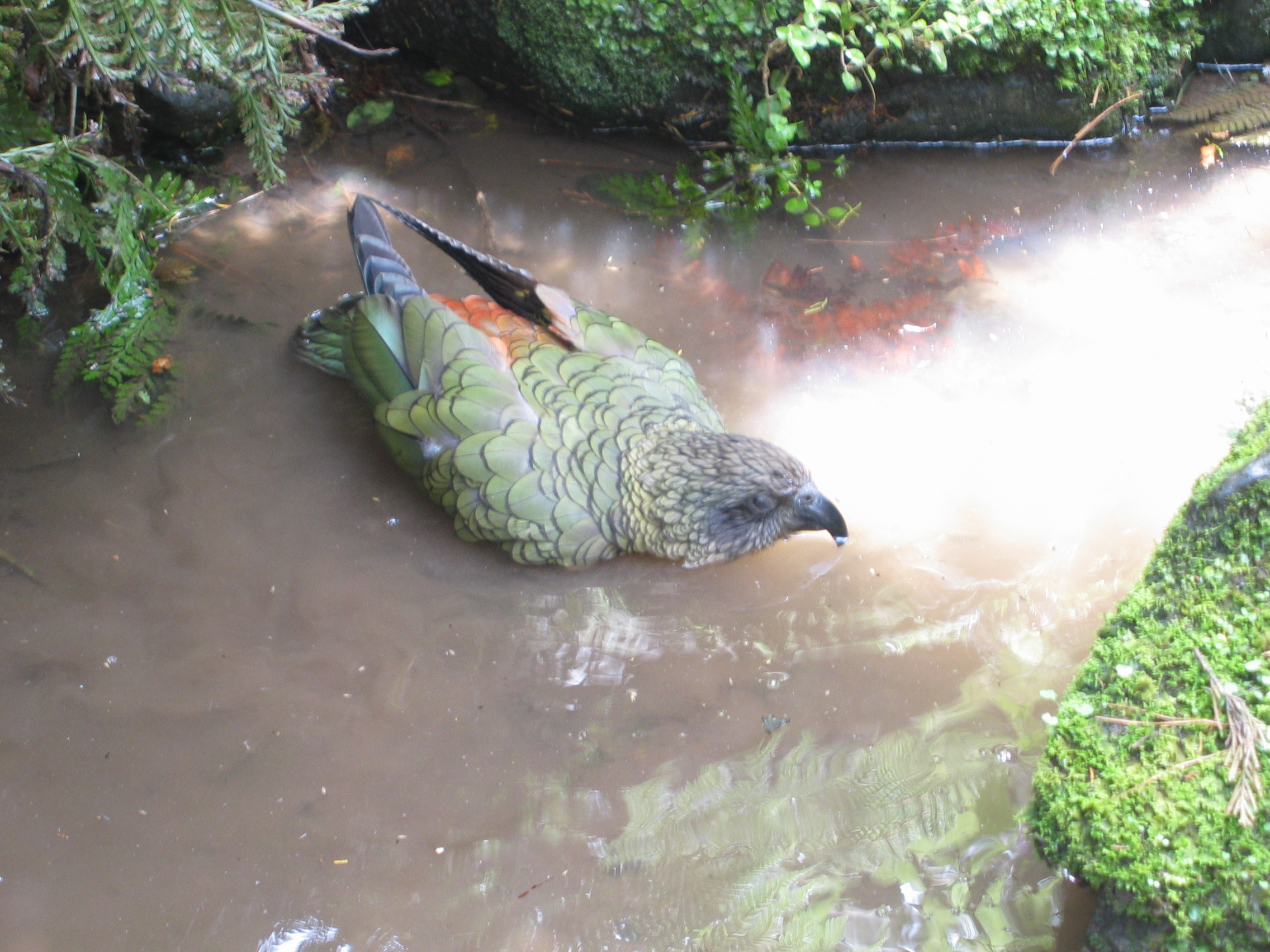
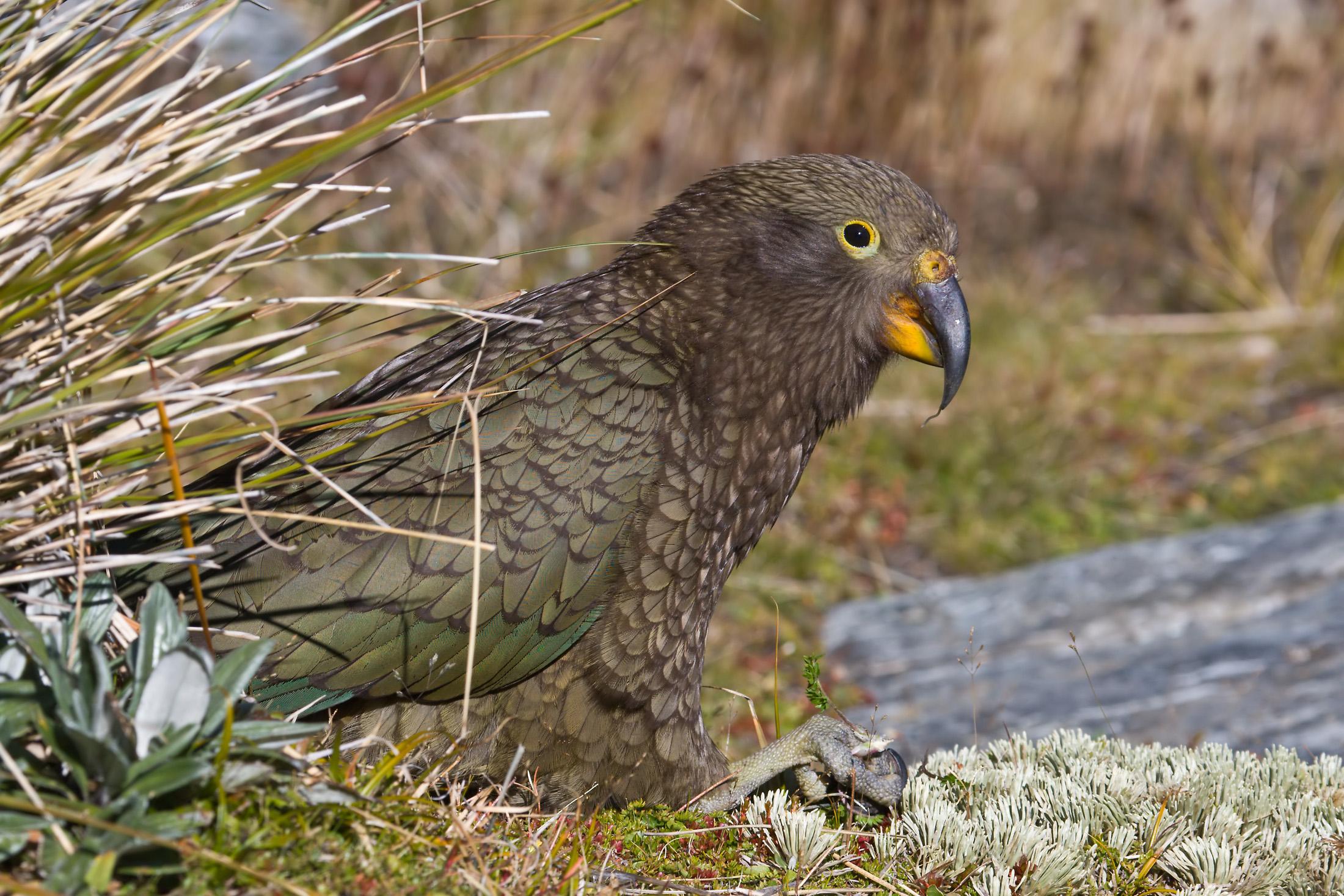
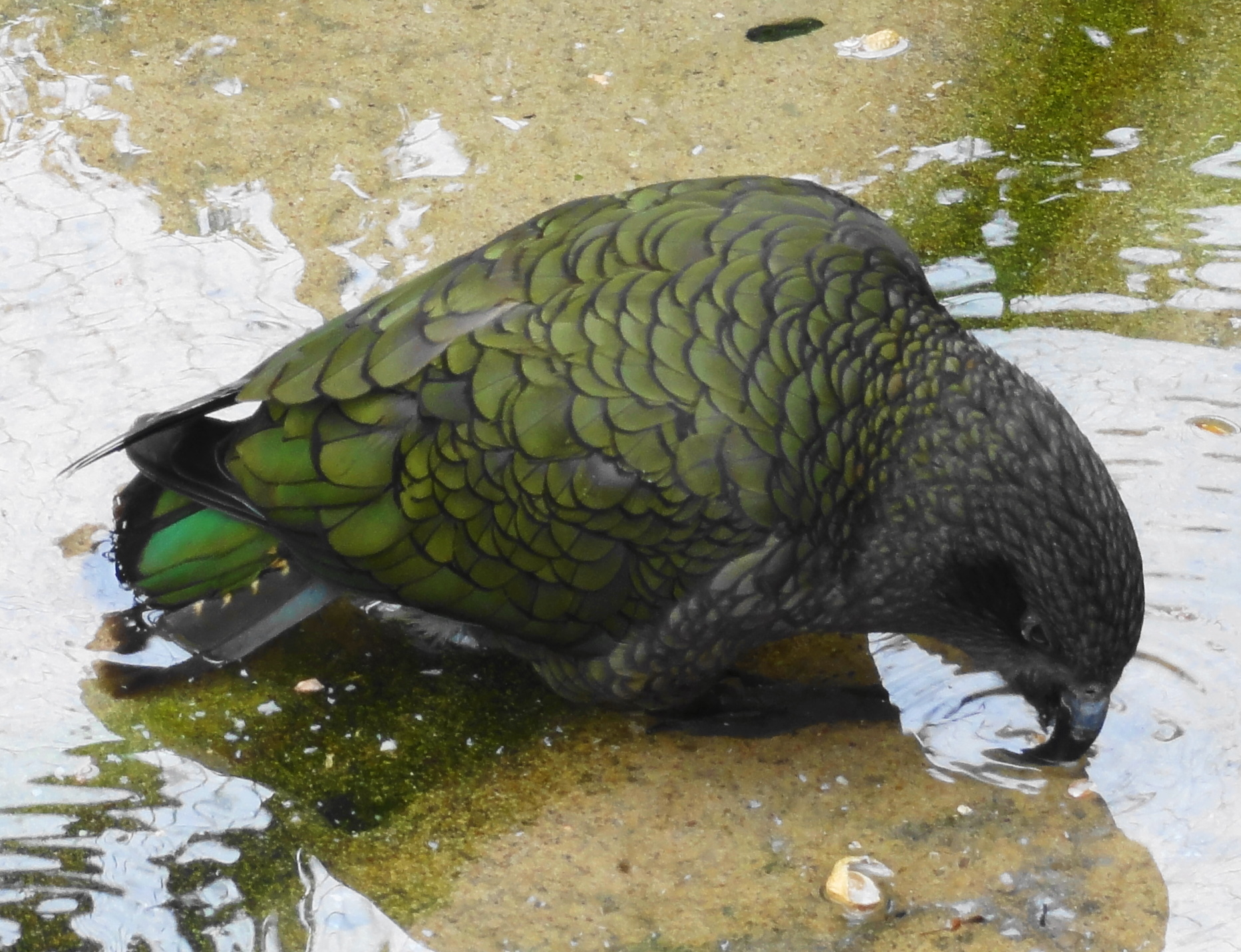
Zoo de Francfort, Allemagne

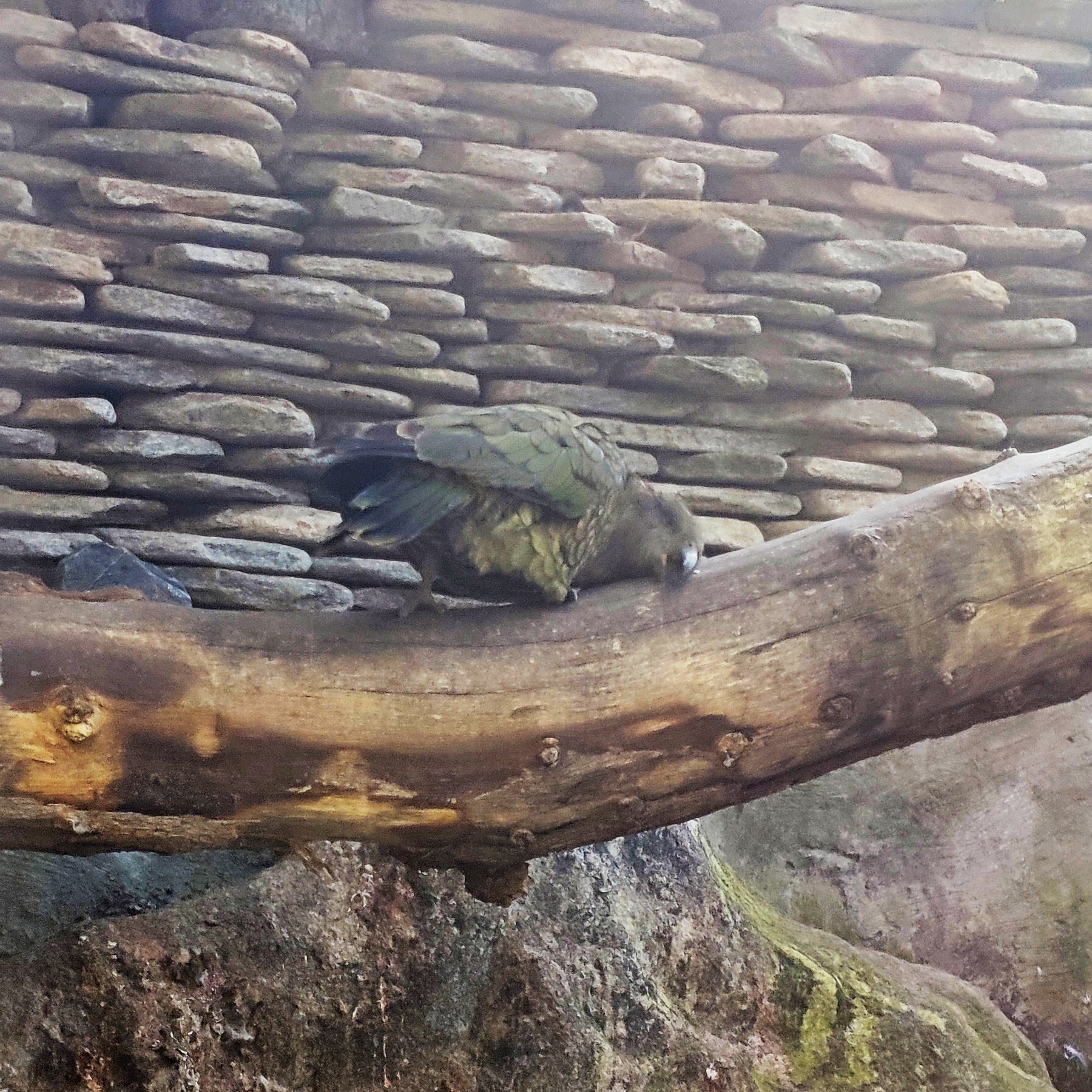
Nestor Kéa (Nestor Notabilis) au zoo de Pairi Daiza, Belgique

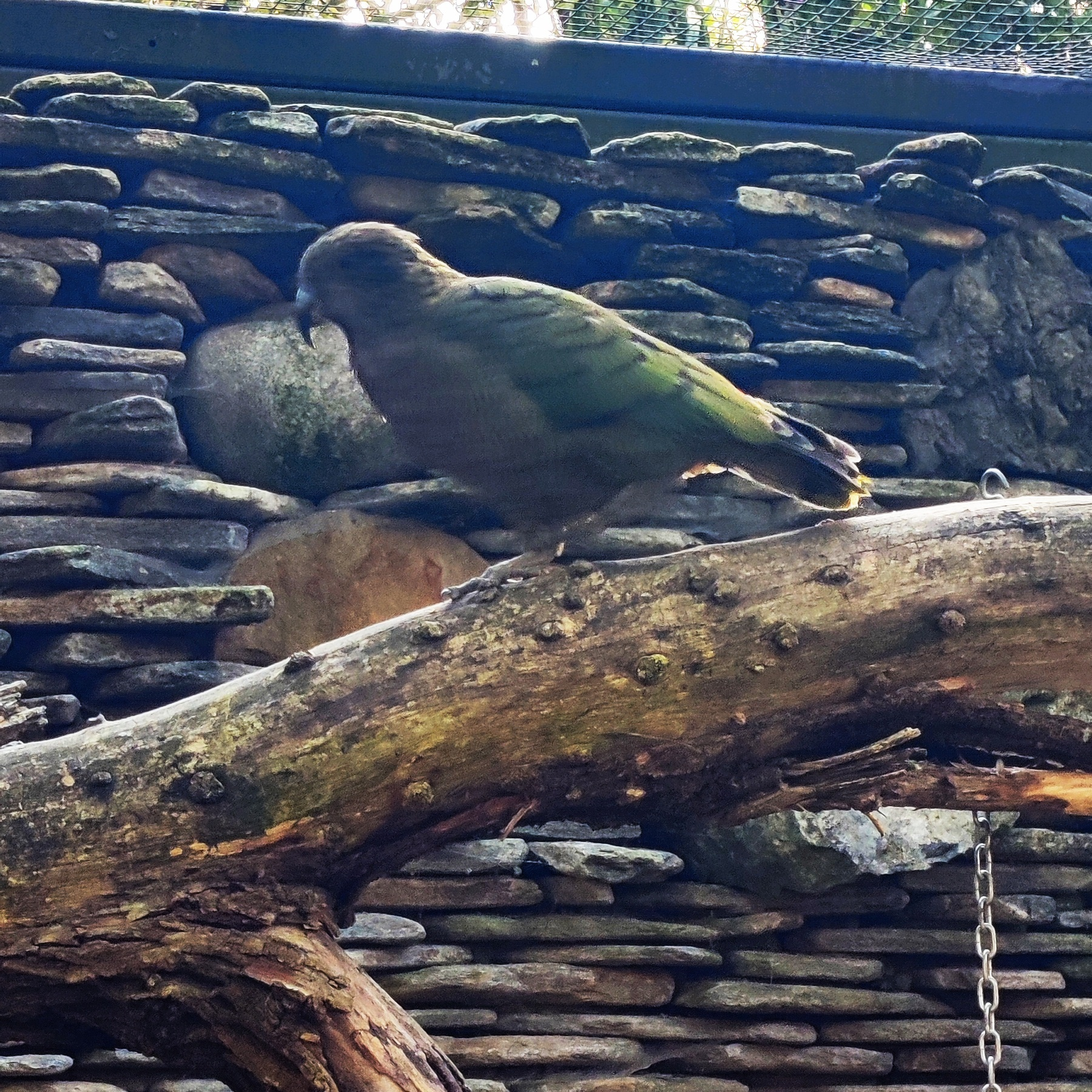
Nestor Kéa (Nestor Notabilis) au zoo de Pairi Daiza, Belgique

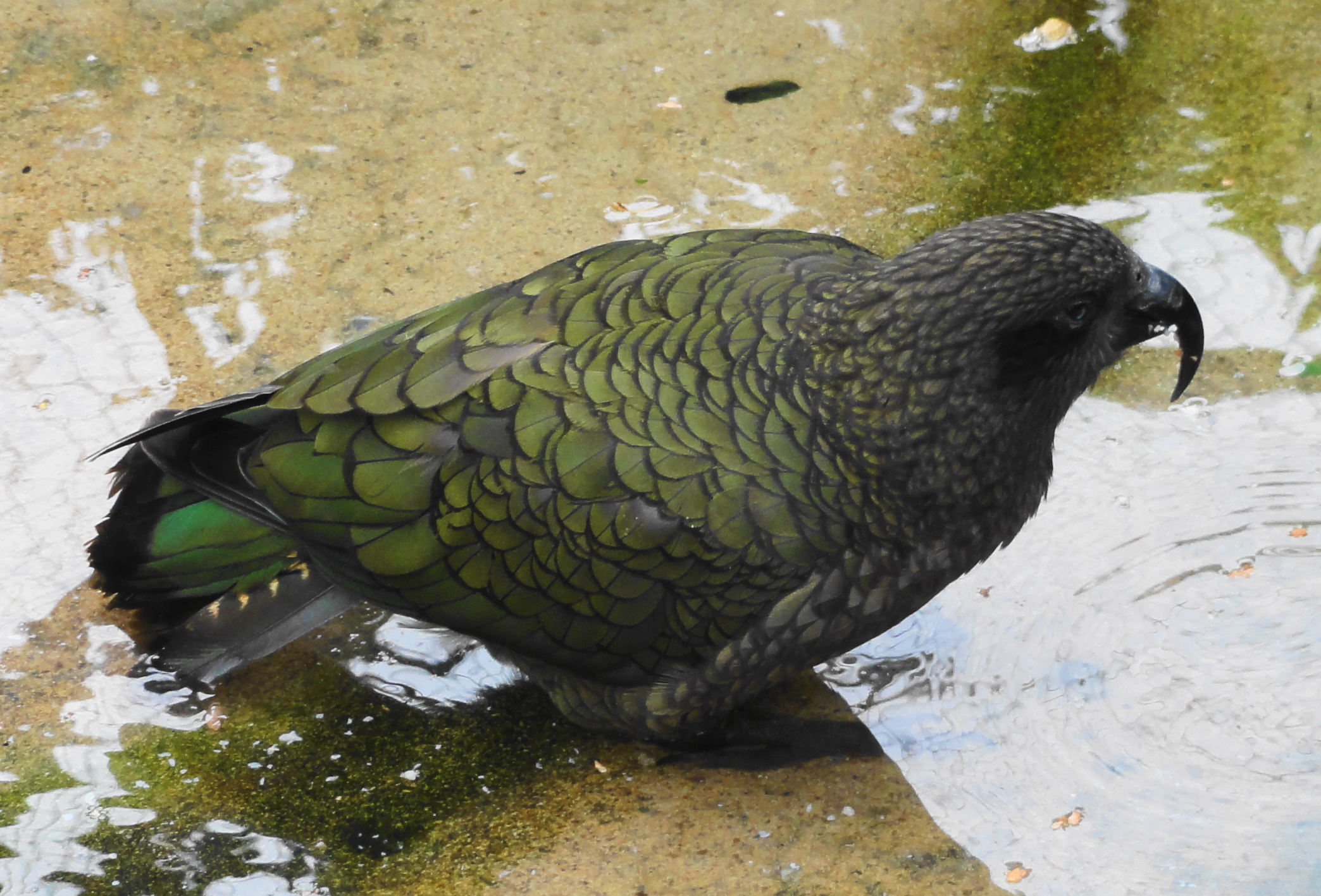
Zoo de Francfort, Allemagne